# ريتشارد س. كيسي
ريتشارد س. كيسي (بالإنجليزية: Richard C. Casey)‏ هو قاضي ومحامي أمريكي، ولد في 19 يناير 1933 في إثاكا في الولايات المتحدة، وتوفي في 22 مارس 2007.